# Septoria quercicola

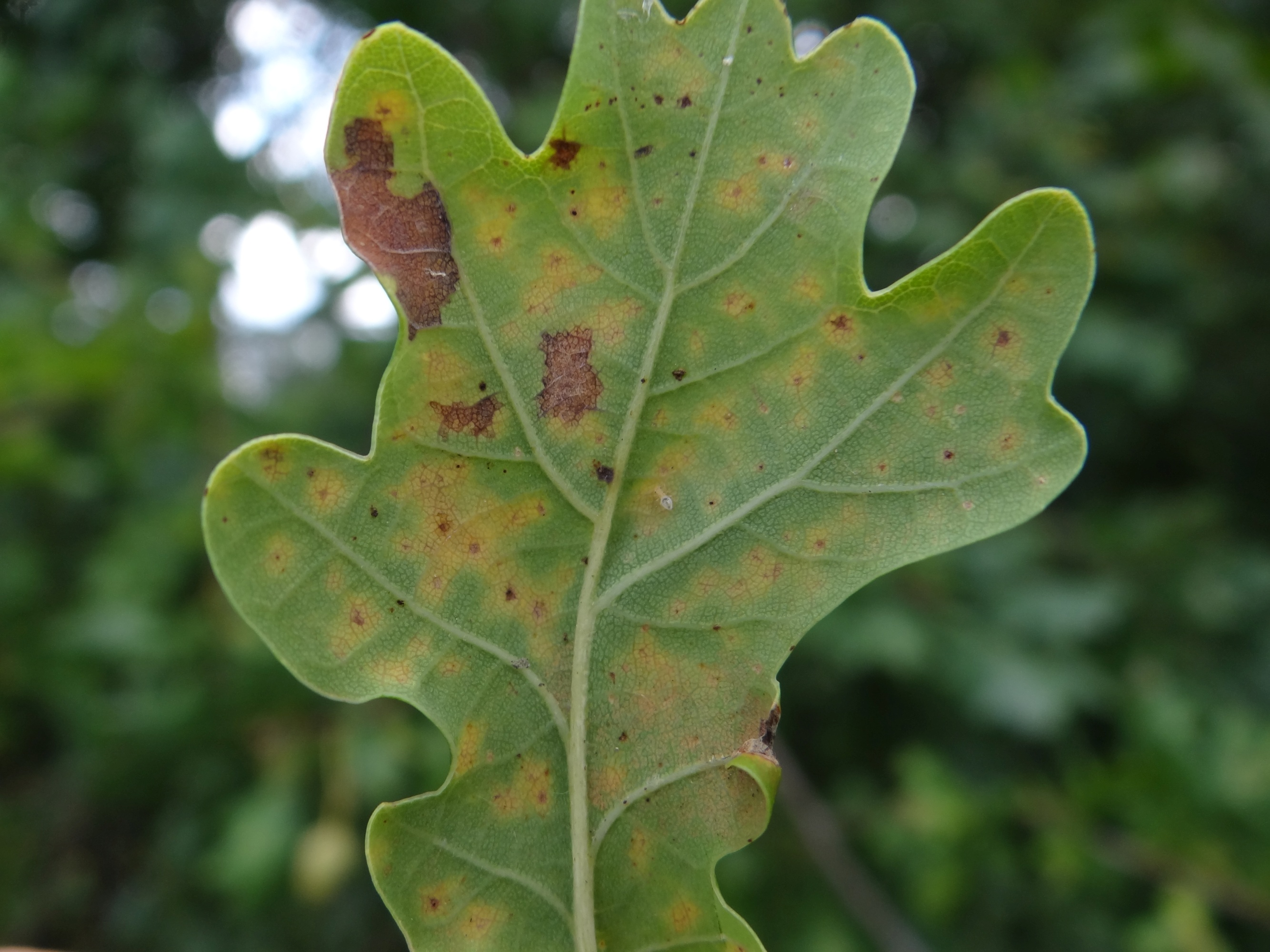

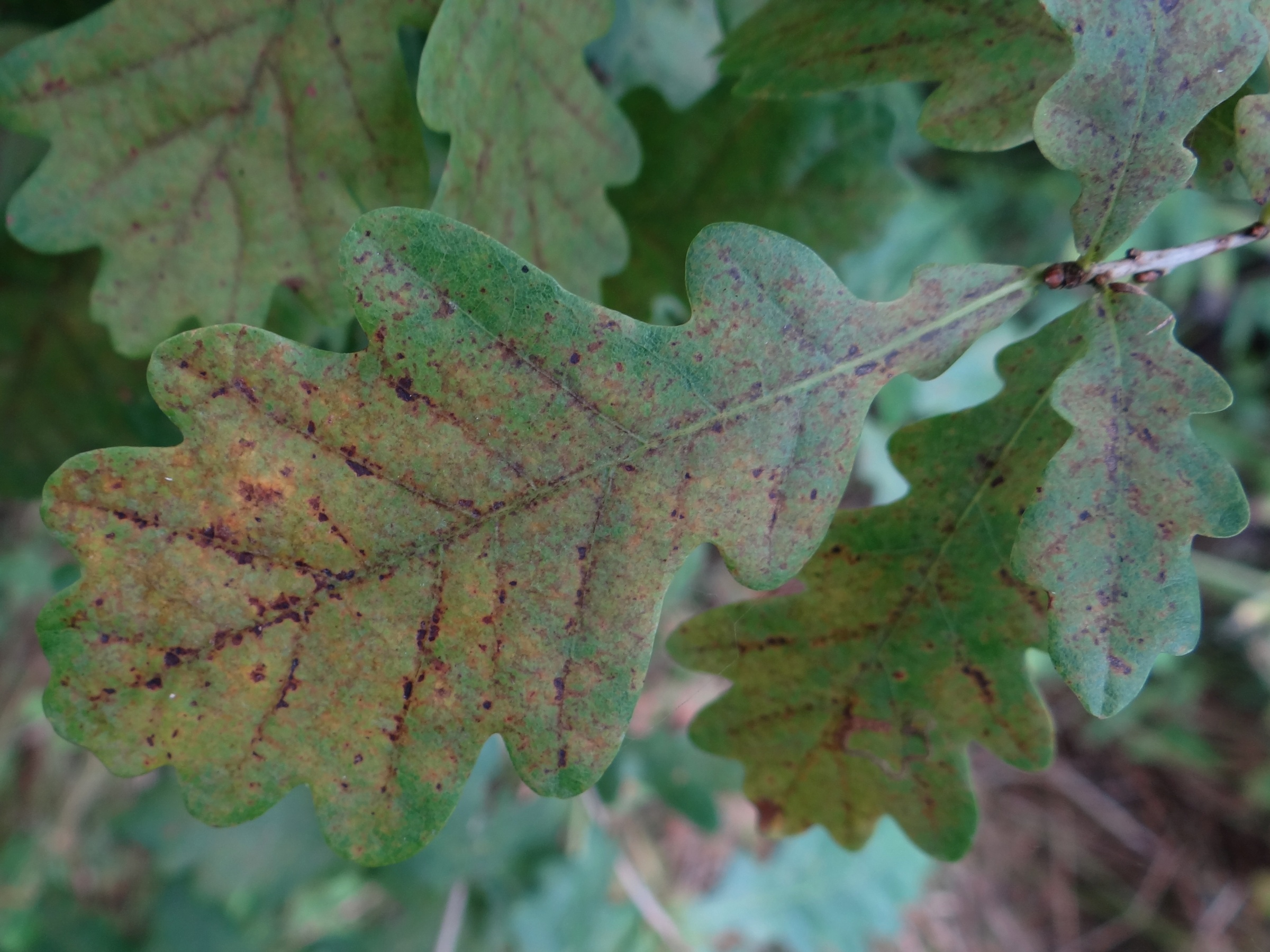

Septoria quercicola Sacc. – gatunek grzybów z klasy Dothideomycetes. Grzyb mikroskopijny, saprotrof i pasożyt wielu gatunków dębów. Jest rozprzestrzeniony na całym świecie, na obszarach o klimacie umiarkowanym jest pospolity. 

## Systematyka i nazewnictwo
Pozycja w klasyfikacji według Index Fungorum: Septoria, Mycosphaerellaceae, Capnodiales, Dothideomycetidae, Dothideomycetes, Pezizomycotina, Ascomycota, Fungi.
Synonimy:
- Septoria quercicola var. macrospora Roum. 1891

Jak dotąd znany jest wyłącznie w postaci bezpłciowej anamorfy. Wiadomo jednak, że teleomorfy w obrębie rodzaju Septoria należą do Mycosphaerella. 

## Morfologia
Rozwija się jako endobiont w tkankach liści dębów. Na liściach dębów powoduje powstawanie plamistości.  Plamy mają czerwono-brązową barwę. Ich środkowa część jest ciemniejsza, często widoczne są w niej martwicze tkanki liścia. Na dolnej stronie plam można dostrzec pyknidia o średnicy  50–150 μm. Powstają w nich bezbarwne i nieco zakrzywione konidia o wymiarach 42–49 × 3,6–4,5 μm, zazwyczaj posiadają 2 przegrody, czasami 3 lub 4. W miejscu przegród są zwężone.

## Znaczenie
Nie powoduje obumierania dużych drzew, ale je osłabia. Zagrożone obumarciem mogą być tylko młode, silnie porażone rośliny. Przy dużym nasileniu choroby następuje przedwczesne opadanie liści (defoliacja). Silnie porażone drzewa stają się mniej użyteczne gospodarczo i tracą wartość ozdobną, co ma znaczenie, w przypadku, gdy są uprawiane jako rośliny ozdobne. Chorobę zwalcza się tylko w szkółkach przez opryskiwanie fungicydami. Wykonuje się to wiosną, w trakcie rozwijania się liści.
W polskim piśmiennictwie mykologicznym opisano występowanie Septoria quercicola na terenie Polski na dębie bezszypułkowym i dębie szypułkowym